# Wolfgang Bell
Wolfgang Bell (* 20. Januar 1937 in Köln; † 21. Dezember 2012) war ein deutscher Politiker der SPD. Er war zwischen 1987 und 1995 Oberkreisdirektor des heutigen Rhein-Erft-Kreises und dort auch anschließend nach der Kommunalrechtsreform der erste hauptamtliche Landrat.

## Ausbildung, Beruf und politische Tätigkeit
Bell studierte an der Universität zu Köln Rechtswissenschaften und schloss seine Ausbildung 1967 mit dem zweiten juristischen Staatsexamen ab. Anschließend startete der Volljurist Wolfgang Bell nach kurzen Episoden bei einer Versicherung und beim Landkreis Euskirchen seine Karriere als Hauptverwaltungsbeamter in Bergheim. Von 1969 bis 1975 war er dort Erster Beigeordneter. 1975 wurde er in der gerade neu gegründeten Stadt Kerpen Stadtdirektor. Nach dem Abschluss seiner politischen Tätigkeit beim Erftkreis arbeitete er als Rechtsanwalt. Seine Anwaltszulassung hat er Ende 2005 aus gesundheitlichen Gründen zurückgegeben.

## Leitungsfunktionen im Erftkreis
Bell wurde 1987 Nachfolger des ersten Oberkreisdirektors Helmuth Bentz des Erftkreises. Nach der nordrhein-westfälischen Kommunalrechtsreform wurde er vom Kreistag gegen seinen Parteigenossen und bisherigen ehrenamtlichen Landrat Klaus Lennartz im März 1995 mit Unterstützung der CDU-Fraktion zum ersten hauptamtlichen Landrat gewählt; er war damit auch der erste hauptamtliche Landrat in Nordrhein-Westfalen. Er leitete den Erftkreis bis zur nächsten Kommunalwahl im Jahr 1999. Sein nach der neuen Wahlordnung vom Volk gewählter Nachfolger wurde Werner Stump, mit dem er schon in Kerpen ein erfolgreiches Gespann aus Stadtdirektor und Bürgermeister gebildet hatte.

## Persönliches
Wolfgang Bell lebte in Bergheim und hatte zwei erwachsene Kinder. Sein Hobby war die Jagd.